# Jorge Suárez (actor)
Jorge Alberto Suárez (Buenos Aires, 26 de febrero de 1963) es un actor y docente de Técnica de la voz argentino. Actualmente se desempeña como actor de televisión y teatro.

## Televisión
| Televisión | Televisión                    | Televisión         | Televisión |
| Año        | Título                        | Canal              |            |
| ---------- | ----------------------------- | ------------------ | ---------- |
| 1990       | El torito de Mataderos        | ATC                |            |
| 1990       | Los Podestá                   | ATC                |            |
| 1991       | El Contra                     | Canal 9            |            |
| 1992       | Calabromas                    | Canal 9            |            |
| 1993       | Los Libonati                  | Canal 9            |            |
| 1993       | Piratas en el aire            | Canal 13           |            |
| 1993       | Alta comedia                  | Canal 9            |            |
| 1994       | Tal para cual                 | El Trece           |            |
| 1994-1995  | El día que me quieras         | El Trece           |            |
| 1996       | Mamá por dos                  | Canal 9            |            |
| 1996       | Poliladron                    | El Trece           |            |
| 1997       | Carola Casini                 | El Trece           |            |
| 1999       | El Hombre                     | El Trece           |            |
| 1999       | Mi ex                         | Canal 9            |            |
| 2000       | Los médicos de hoy            | El Trece           |            |
| 2000       | Ilusiones compartidas         | El Trece           |            |
| 2001       | 22, el loco                   | El Trece           |            |
| 2002       | Infieles                      | Telefe             |            |
| 2003       | Durmiendo con mi jefe         | El Trece           |            |
| 2004       | Epitafios                     | HBO/El Trece       |            |
| 2004       | El deseo                      | Telefe             |            |
| 2005       | Amarte así                    | Telemundo/El Trece |            |
| 2006       | Amas de casa desesperadas     | El Trece           |            |
| 2006       | Acompañantes                  | Telefe             |            |
| 2006-2007  | Mujeres asesinas              | El Trece           |            |
| 2008       | Aquí no hay quien viva        | Telefe             |            |
| 2008-2009  | Atracción x 4                 | El Trece           |            |
| 2009       | Enseñame a vivir              | El Trece           |            |
| 2009       | Acompañantes                  | Telefe             |            |
| 2010       | Casi ángeles                  | Telefe             |            |
| 2010       | Lo que el tiempo nos dejó     | Telefe             |            |
| 2011       | El elegido                    | Telefe             |            |
| 2011       | Volver al ruedo               | El Trece           |            |
| 2012       | Amores de historia            | Canal 9            |            |
| 2013       | Historia clínica              | Telefe             |            |
| 2015       | Variaciones Walsh             | TV Pública         |            |
| 2018       | La caída                      | TV Pública         |            |
| 2019       | Secreto bien guardado         | CINE.AR            |            |
| 2019       | Pequeña Victoria              | Telefe             |            |
| 2023       | Diciembre 2001                | Star+              |            |
| 2025       | Espartanos, una historia real | Disney+            |            |

## Cine
| 2001 | Arregui, la noticia del día |
| 2003 | Última salida               |
| 2004 | Próxima salida              |
| 2004 | El buen destino             |
| 2022 | 30 noches con mi ex         |
| 2023 | Doble discurso              |

## Radio
| 1987 | Juntos     |
| 1990 | Biografías |

## Teatro
| Teatro    | Teatro                                    | Teatro           | Teatro |
| Año       | Título                                    | Dirección        |        |
| --------- | ----------------------------------------- | ---------------- | ------ |
| 1999      | Luces de Bohemia                          | Villanueva Cosse |        |
| 1999      | El inspector                              | Villanueva Cosse |        |
| 2000      | Mein Kampf                                | Jorge Lavelli    |        |
| 2001      | La Bernhardt                              | Eduardo Gondell  |        |
| 2002      | Lo que va dictando el sueño               | Laura Yusem      |        |
| 2002      | El misántropo de Moliere                  | J. Lasalle       |        |
| 2003      | New York                                  | Villanueva Cosse |        |
| 2003      | Platonov                                  | Hugo Urquijo     |        |
| 2003-2004 | Novecento                                 | Francisco Javier |        |
| 2005      | Seda                                      | Francisco Javier |        |
| 2006      | El método Grönholm                        | Daniel Veronese  |        |
| 2007      | Gorda                                     | Daniel Veronese  |        |
| 2010      | El desarrollo de la civilización venidera | Daniel Veronese  |        |
| 2011      | Espejos circulares                        | Javier Daulte    |        |
| 2012      | La última sesión de Freud                 | Daniel Veronese  |        |
| 2013-2016 | Manzi, la ida en Orsai                    |                  |        |
| 2015      | El crédito                                | Daniel Veronese  |        |
| 2016      | Jugadores                                 | Nelson Valente   |        |
| 2018      | El Test                                   | Daniel Veronese  |        |

## Premios
- Premio mejor actor de teatro / Konex 2021 por "Período 2011-2020" (otorgado por la Fundación Konex)
- Premio Mejor actuación masculina en musical y/o music hall / A.C.E. 2013 por "Manzi, la vida en orsai"
- Premio mejor actor en musical "Flotencio Sánchez" 2013 Por "Manzi, la vida en orsai"
- Premio Estrella de Mar Mejor Actor 2006, por "El Método Gronholm"
- Premio Mejor Actuación en Unipersonal / A.C.E. 2003 por "Novecento"
- Premio Mejor Espectáculo Off / Clarín 2003 por "Novecento"
- Premio Mejor labor Unipersonal / Clarín 2003 por "Novecento"
- Premio Mejor actor / Trinidad Guevara 2001 por "Mein Kampf" (otorgado por la Sec. de Cultura de la Ciudad de Bs. As.)
- Premio Mejor actor / Revista siglo XXI 2000 por "Mein Kampf" (otorgado por la Universidad de Buenos Aires)
- Premio mejor actor "Florencio Sánchez" 2003 Por "Novecento"
- Premio mejor actor / Revista siglo XXI 1998 por "Rápido nocturno" (otorgado por la Universidad de Buenos Aires)
- Premio Mejor actor / Florencio Sánchez 1997 por "Bienvenida a casa" (otorgado por la Casa del Teatro)
- Premio Mejor actor A.C.E. 1997 por "Bienvenida a casa"